# Julie Kavner
Julie Kavner (Los Angeles, 7 september 1950) is een Amerikaanse actrice en stemactrice.

## Biografie
Kavner begon haar carrière in 1974 in de sitcom Rhoda, een spin-off van The Mary Tyler Moore Show. De serie liep tot 1978. Vanaf 1987 was Kavner een sidekick van Tracey Ullman in The Tracy Ullman Show. Het was in deze show dat The Simpsons bekend werden. Kavner sprak vanaf toen de stem van Marge Simpson in. Later verzorgde ze ook nog de stemmen van Patty en Selma Bouvier. Kavner speelde verder als actrice in films zoals Click en Awakenings.
- Bibsys: 2114606
- Biblioteca Nacional de España: XX1151009
- Bibliothèque nationale de France: cb140527365 (data)
- Gemeinsame Normdatei: 1020514639
- International Standard Name Identifier: 0000 0001 0775 1382
- Library of Congress Control Number: n81122877
- MusicBrainz: 2afc07db-7c50-42e5-8245-65054b04be05
- Nationale Bibliotheek van Israël: 987007428756705171
- Nederlandse Thesaurus van Auteursnamen: 102658072
- Système universitaire de documentation: 143000837
- Virtual International Authority File: 117631437
- WorldCat: E39PBJqfJFpM6jgxxtp9RPq84q